# Eustrophopsis rotundatus
Eustrophopsis rotundatus es una especie de coleóptero de la familia Tetratomidae.

## Distribución geográfica
Habita en Panamá.